# Nikolai Alexandrowitsch Bojarski
Nikolai Alexandrowitsch Bojarski (russisch Николай Александрович Боярский; * 10. Dezember 1922 in Kolpino, Sowjetrussland; † 7. Oktober 1988 in Leningrad) war ein sowjetischer Theater- und Film-Schauspieler.

## Herkunft
Nikolai Bojarski war ein Sohn des russisch-orthodoxen Priesters Alexander Iwanowitsch Bojarski (1885–1937), geb. Segenjuk. Bereits dessen Vater Iwan Iwanowitsch Segenjuk war im Kirchendienst tätig, Iwans Ehefrau Felixa Wenediktowna Bojarskaja entstammte einer polnischen Adelsfamilie. Alexanders Bruder Iwan Segenjuk war Veteran des Ersten Weltkrieges, diente danach in der Roten Armee und wurde 1921 Kommandeur der 8. Batterie der Luftbrigade.
Nikolais Mutter Jekaterina Nikolajewna Bojarskaja (1887–1956), geb. Bojanowskaja, war die Tochter von Nikolai Ignatjewitsch Bojanowski, einem Direktor der Russischen Staatsbank. Sie unterrichtete von 1946 bis zu ihrem Tod Englisch und Französisch an der Leningrader Theologischen Akademie.
Nikolais ältere Brüder Alexei (1912–1966) und Sergei (1916–1976) waren ebenfalls Schauspieler, ebenso Sergeis Ehefrau Jekaterina Michailowna Melentjewa (1920–1992), seine Söhne Alexander (1938–1980) und Michail (* 1949) sowie Michails Tochter Jelisaweta (* 1985). Pawel, Nikolais dritter Bruder, war Ingenieur und Teilnehmer am Deutsch-Sowjetischen Krieg.

## Leben und Leistungen
Maßgeblich unter Sergeis Einfluss interessierte sich Nikolai Bojarski schon früh für den Schauspielberuf und gab sein Debüt bereits 1937 als Statist in dem Film Das Mädchen ohne Mitgift. 1940 trat er in das Leningrader Theaterinstitut ein, wurde aber am 25. Juli 1941 zur Roten Armee eingezogen und blieb Militärangehöriger bis Kriegsende. Bei der Schlacht um Leningrad wurde er am 3. Dezember 1941 verwundet. Nach dem Lazarettaufenthalt kämpfte Bojarski zunächst in der Nähe von Stalingrad und war später an den Schlacht um die Krim und im Rahmen dessen auch an der Befreiung Sewastopols beteiligt. Zuletzt war er als befehlshabender Unteroffizier in Königsberg stationiert.
Nach dem Krieg nahm Bojarski seine Ausbildung in Leningrad wieder auf und erwarb 1948 den Abschluss. Anschließend trat er bis 1982 beim Kommisarschewskaja Theater auf. Sein dortiges Engagement unterbrach er lediglich für eine Saison am Lensowjet-Theater (1964/65). Zu den namhaften Stücken unter Bojarskis Beteiligung zählten u. a. Don Cesare de Bazan nach Adolphe d' Ennery (1949), Balsaminows Heirat nach Alexander Ostrowski, Shakespeares Cymbeline, eine Adaption von Dostojewskis Schuld und Sühne, Der Alte von Maxim Gorki, Herr Puntila und sein Knecht Matti von Bertolt Brecht, Gogols Die Heirat sowie eine Bearbeitung von Jaroslav Hašeks Der brave Soldat Schwejk.
Seine Filmlaufbahn setzte der dunkelhaarige Mime 1957 in einer Fernsehfassung von Don Cesare de Bazan fort, in der er wie bereits am Theater Karl II. von Spanien gab. Fernsehproduktionen sollten fortan einen großen Teil seiner Arbeit vor der Kamera ausmachen. Seinen wohl bekanntesten Auftritt hatte Bojarski 1966 als Hauptdarsteller in 12 стульев (12 stuljew) nach dem Roman Zwölf Stühle, später folgten noch zwei weitere Hauptrollen. Einem jüngeren Publikum war er als finsterer Kommerzienrat in Die Schneekönigin (1967), als Kaschtschei in Новогодние приключения Маши и Вити (Newogodnie prikljutschenija Maschi i Witi, 1975) und als Sportlehrer in Der elektronische Doppelgänger (1979) bekannt. Mit 10 Tage, die die Welt erschütterten II (1983) und Die ursprüngliche Rus (1986) bediente er auch das Genre des Historienfilms.
Bojarski starb rund 2 Monate vor seinem 66. Geburtstag und wurde auf dem Friedhof von Komarowo in Leningrad beigesetzt.

## Privates
Bojarski heiratete 1945 die Schauspielerin Lidija Petrowna Schtykan (1922–1982), am 18. November desselben Jahres wurde ihr Sohn Oleg geboren. Aus der Ehe ging außerdem eine Tochter namens Jekaterina hervor, die ebenfalls die Theaterfakultät besuchte. Sie ist die Verfasserin des 2007 erschienenen Buches Театральная династия Боярских (Teatralnaja dinastija Bojarskich, dt.: Theaterdynastie Bojarski).

## Ehrungen
Bojarski wurde mit den Titeln Verdienter Künstler der RSFSR (1969) und Volkskünstler der RSFSR (12. Oktober 1977) gewürdigt. Für seinen Militärdienst erhielt er außerdem folgende Auszeichnungen:
- Medaille „Für Verdienste im Kampf“ (2. Dezember 1943)[4]
- Tapferkeitsmedaille (20. August 1944)[5]
- Ruhmesorden III. Klasse (1. November 1944)[6]
- Orden des Roten Sterns (20. März 1945)[7]
- Ruhmesorden II. Klasse (30. April 1945)[8]
- Medaille „Für die Einnahme Königsbergs“ (1945)[1]
- Medaille „Sieg über Deutschland“ (1945)[1]
- Orden des Vaterländischen Krieges I. Klasse (6. April 1985)[9]

## Filmografie (Auswahl)
- 1937: Das Mädchen ohne Mitgift (Bespridanniza)
- 1966: 12 стульев (12 stuljew) (Fernsehfilm)
- 1967: Die Schneekönigin (Wetschera na chutore blus Dukanki)
- 1969: Der lebende Leichnam (Schiboi trup)
- 1979: Der elektronische Doppelgänger (Prikljutschenija Elektronika)
- 1983: 10 Tage, die die Welt erschütterten II (Krasnye kolokola, film wtoroi – Ja widel roschdenije nowogo mira)
- 1986: Die ursprüngliche Rus (Rus isnatschalnaja)